# Trinidad e Tobago nos Jogos Olímpicos de Inverno de 1994
Trinidad e Tobago participou dos Jogos Olímpicos de Inverno pela primeira vez nos Jogos Olímpicos de Inverno de 1994 em  Lillehammer, Noruega.

## Resultados

### Bobsleigh
- Gregory Sun / Curtis Harry
  - Dupla masculina: 3:40.24 - 37º lugar